# Jessica Blandy
Jessica Blandy is een Belgische stripreeks die begonnen is in 1987 met Jean Dufaux als schrijver en Renaud Denauw (Renaud) als tekenaar.

## Albums
Alle albums werden geschreven door Jean Dufaux en getekend door Renaud Denauw.
| Nummer | Titel                            | Uitgever(s)                              |
| ------ | -------------------------------- | ---------------------------------------- |
| 1      | Denk maar aan Enola Gay...       | Dupuis, Novedi                           |
| 2      | Het huis van Dr. Zack            | Dupuis, Novedi                           |
| 3      | De duivel bij dageraad           | Dupuis, Novedi                           |
| 4      | De laatste blues                 | Dupuis, Novedi                           |
| 5      | Vuurvreter                       | Dupuis, Novedi                           |
| 6      | Het meisje van Ipanema           | Dupuis, Novedi                           |
| 7      | Antwoord, stervende...           | Dupuis                                   |
| 8      | Zonder wroeging, zonder spijt... | Dupuis                                   |
| 9      | Satan, mijn broeder              | Dupuis                                   |
| 10     | Satan, mijn smart                | Dupuis                                   |
| 11     | Trouble in paradise              | Dupuis                                   |
| 12     | Als een gat in het hoofd         | Dupuis                                   |
| 13     | Een brief voor Jessica           | Dupuis, Khani éditions                   |
| 14     | Cuba!                            | Dupuis                                   |
| 15     | Zoals Ginny was                  | Dupuis, Wonderland Half Vier Productions |
| 16     | Buzzard Blues                    | Dupuis, Wonderland Half Vier Productions |
| 17     | Ik ben een moordenaar            | Dupuis                                   |
| 18     | Het Jessica-contract             | Dupuis                                   |
| 19     | Erotic attitude                  | Dupuis                                   |
| 20     | Mr. Robinson                     | Dupuis                                   |
| 21     | De grens                         | Dupuis                                   |
| 22     | Blue harmonica                   | Dupuis                                   |
| 23     | Kamer 27                         | Dupuis                                   |
| 24     | De bewakers                      | Dupuis, Atlantis                         |

### Buiten de reeks
Dit album is verschenen ter gelegenheid van het 20ste album van Jessica Blandy. Tegelijk ook om het 15-jarig bestaan van de reeks te eren.
1. Het dossier